# Ганс Гштеттнер
Ганс Гштеттнер (нім. Hans Gstöttner; нар. 2 грудня 1967, Галле, Саксонія-Ангальт, НДР) — німецький борець вільного стилю, бронзовий призер чемпіонату світу, чемпіон, дворазовий срібний та бронзовий призер чемпіонатів Європи, учасник двох Олімпійських ігор.

## Життєпис
Боротьбою почав займатися з 1978 року.
Виступав за спортивний клуб «SV» Галле. Тренер — Райнер Камм (з 1985).
1988 року був відправлений на Олімпійські ігри в Сеулі у складі збірної НДР, де він посів восьме місце у середній ваговій категорії у вільному стилі. Чотири роки по тому в Барселоні він представляв об'єднану Німеччину і не потрапив на подіум, посівши четверте місце. На чемпіонатах Європи 1988 і 1991 років у Манчестері та Штутгарті він завоював срібну медаль у своїй ваговій категорії, а в 1990 році виграв титул чемпіона Європи в Познані, Польща. У 1994 році він виграв бронзу на чемпіонаті Європи в Римі та на чемпіонаті світу в Стамбулі.
Після закінчення медичних досліджень він спеціалізувався на дерматології та на кілька років приєднався до Німецького бундесверу, після чого оселився в Галле як дерматолог.

## Спортивні результати на міжнародних змаганнях

### Виступи на Олімпіадах
| Змагання                    | Збірна    | Вагова категорія          | Місце |
| --------------------------- | --------- | ------------------------- | ----- |
| Літні Олімпійські ігри 1988 | НДР       | вільна боротьба, до 82 кг | 8     |
| Літні Олімпійські ігри 1992 | Німеччина | вільна боротьба, до 82 кг | 4     |

### Виступи на Чемпіонатах світу
| Змагання                        | Збірна    | Вагова категорія          | Місце  |
| ------------------------------- | --------- | ------------------------- | ------ |
| Чемпіонат світу з боротьби 1990 | НДР       | вільна боротьба, до 82 кг | 8      |
| Чемпіонат світу з боротьби 1991 | Німеччина | вільна боротьба, до 82 кг | 16     |
| Чемпіонат світу з боротьби 1994 | Німеччина | вільна боротьба, до 82 кг | Бронза |
| Чемпіонат світу з боротьби 1995 | Німеччина | вільна боротьба, до 82 кг | 13     |
| Чемпіонат світу з боротьби 1998 | Німеччина | вільна боротьба, до 85 кг | 11     |

### Виступи на Чемпіонатах Європи
| Змагання                         | Збірна    | Вагова категорія          | Місце  |
| -------------------------------- | --------- | ------------------------- | ------ |
| Чемпіонат Європи з боротьби 1988 | НДР       | вільна боротьба, до 82 кг | Срібло |
| Чемпіонат Європи з боротьби 1990 | НДР       | вільна боротьба, до 82 кг | Золото |
| Чемпіонат Європи з боротьби 1991 | Німеччина | вільна боротьба, до 82 кг | Срібло |
| Чемпіонат Європи з боротьби 1992 | Німеччина | вільна боротьба, до 82 кг | 5      |
| Чемпіонат Європи з боротьби 1993 | Німеччина | вільна боротьба, до 82 кг | 8      |
| Чемпіонат Європи з боротьби 1994 | Німеччина | вільна боротьба, до 82 кг | Бронза |
| Чемпіонат Європи з боротьби 1995 | Німеччина | вільна боротьба, до 82 кг | 5      |
| Чемпіонат Європи з боротьби 1999 | Німеччина | вільна боротьба, до 85 кг | 13     |
| Чемпіонат Європи з боротьби 2000 | Німеччина | вільна боротьба, до 85 кг | 9      |

### Виступи на Всесвітніх іграх військовослужбовців
| Змагання                                | Збірна    | Вагова категорія          | Місце |
| --------------------------------------- | --------- | ------------------------- | ----- |
| Всесвітні ігри військовослужбовців 1999 | Німеччина | вільна боротьба, до 85 кг | 9     |

### Виступи на Кубках світу
| Змагання                    | Збірна    | Вагова категорія          | Місце |
| --------------------------- | --------- | ------------------------- | ----- |
| Кубок світу з боротьби 1998 | Німеччина | вільна боротьба, до 97 кг | 5     |
| Кубок світу з боротьби 1998 | Німеччина | вільна боротьба, до 85 кг | 7     |
| Кубок світу з боротьби 1999 | Німеччина | вільна боротьба, до 85 кг | 4     |

### Виступи на інших змаганнях
| Змагання                                                     | Збірна    | Вагова категорія          | Місце  |
| ------------------------------------------------------------ | --------- | ------------------------- | ------ |
| Гран-прі Німеччини з боротьби 1990                           | НДР       | вільна боротьба, до 82 кг | Срібло |
| Гран-прі Німеччини з боротьби 1992                           | Німеччина | вільна боротьба, до 82 кг | Золото |
| Гран-прі Німеччини з боротьби 1993                           | Німеччина | вільна боротьба, до 82 кг | Золото |
| Гран-прі Німеччини з боротьби 1994                           | Німеччина | вільна боротьба, до 82 кг | Золото |
| Турнір Олександра Медведя 1995                               | Німеччина | вільна боротьба, до 82 кг | Бронза |
| Гран-прі Німеччини з боротьби 1995                           | Німеччина | вільна боротьба, до 82 кг | Срібло |
| Гран-прі Німеччини з боротьби 1996                           | Німеччина | вільна боротьба, до 82 кг | 7      |
| Гран-прі Німеччини з боротьби 1998                           | Німеччина | вільна боротьба, до 97 кг | 6      |
| Гран-прі Німеччини з боротьби 1999                           | Німеччина | вільна боротьба, до 97 кг | 4      |
| Олімпійський кваліфікаційний турнір з боротьби 2000 (Мінськ) | Німеччина | вільна боротьба, до 85 кг | 12     |
| Олімпійський кваліфікаційний турнір з боротьби 2000 (Токіо)  | Німеччина | вільна боротьба, до 85 кг | Срібло |

### Виступи на змаганнях молодших вікових груп
| Змагання                                     | Збірна    | Вагова категорія          | Місце |
| -------------------------------------------- | --------- | ------------------------- | ----- |
| Чемпіонат світу з боротьби серед молоді 1995 | Німеччина | вільна боротьба, до 90 кг | 11    |